# صبح (قرية)
صبح قرية سعودية، تتبع مركز المرقبان في محافظة الليث بمنطقة مكة المكرمة، تقع في شمال غرب مدينة الليث بمسافة نحو (195) كم.